# Natürliche Person
Die natürliche Person ist der Mensch mit seiner gesetzlich vorgegebenen Rechtspersönlichkeit, die ihn als Träger von Rechten und Pflichten ausweist. Das Bürgerliche Gesetzbuch (BGB) geht davon ohne Rücksicht auf Stand, Geschlecht oder Staatsangehörigkeit selbstverständlich aus.
Anders liegt es bei der juristischen Person, die einer Zweckschöpfung des Gesetzes unterliegt, weshalb deren Rechtsfähigkeit allein auf der Anerkennung durch die Rechtsordnung beruht (etwa Körperschaften, Vereine und Gesellschaften).

## Begriff
Natürliche Person ist ein Rechtsbegriff, der den ersten Titel des BGB mit den §§ 1 ff. BGB einleitet. Natürliche und juristische Personen ergeben zusammen den Oberbegriff der „Personen“.
Das römische Recht verlieh nicht jedem Menschen Rechtsfähigkeit und den Status eines Rechtssubjekts, so Sklaven und Familienangehörigen, die der Herrschaftsgewalt des Familienoberhaupts (pater familias) unterworfen waren. Sie unterfielen dem Übereignungsrecht und waren res mancipi.

## Gesetzliche Regelung in Deutschland
Natürliche Personen sind rechtsfähig und können deshalb Träger von Rechten und Pflichten zu sein. Gemäß § 1 BGB beginnt die Rechtsfähigkeit des Menschen mit der Vollendung der Geburt und endet mit dem Tod. Sie kann weder durch behördliche noch gerichtliche Entscheidung aberkannt, aufgehoben oder beschränkt werden. Ebenso wenig ist ein Verzicht durch den Träger möglich. Die Bestimmung des Eintritt des Todes unterliegt naturwissenschaftlichen Messkriterien, sodass der Gesetzgeber auf eine positive Regelung verzichtete. Den bürgerlichen Tod kennt das BGB nicht. Einzelheiten sind rechtlich durchaus umstritten.

### Beginn der Rechtsfähigkeit
§ 1 BGB regelt die Rechtsfähigkeit des Nasciturus (ungeborene Leibesfrucht) nicht, weshalb der Schutz ungeborenen Lebens nur durch Sondervorschriften, die über Rechtsanalogien auf ähnliche Fälle ausgeweitet werden können, geschützt werden kann. Da der Nasciturus unter dem besonderen Schutz der Verfassung steht, kann er beispielsweise erben (§ 1923 Abs. 2 BGB) oder wird als „anderer“ im Sinne des § 823 Abs. 1 BGB gegen vorgeburtliche Schädigungen geschützt. Andererseits sind pränatale Erbausschlagungen im Sinne des § 1946 BGB allerdings ausgeschlossen. Die Rechtsordnung billigt dem Nasciturus insoweit also eine „beschränkte Rechtsfähigkeit“ zu, die konsequenterweise auch zur Parteifähigkeit führt. Da der Nasciturus nicht postulationsfähig ist, müssen seine Interessen insoweit gesetzlich vertreten werden. Aus den § 331 Abs. 2, § 2108 oder § 2178 BGB lässt sich ableiten, dass der Nasciturus im Schuld-, Sachen- und Erbrecht Gleichstellungen erfährt, soweit sie sich zu seinen Gunsten auswirken. 
Das Strafrecht stellt in der Frage der Rechtsfähigkeit auf den früheren Zeitpunkt des „Beginns der Geburt“ ab. Umstritten ist die Frage, ob der Nasciturus bereits vor Beginn der Geburt und möglicherweise schon ab der Empfängnis Rechte hat, insbesondere ein Recht auf Leben. Dies spielt vor allem im Hinblick auf den Schwangerschaftsabbruch und die Stammzellenforschung sowie verwandte Forschungsbereiche eine Rolle.

### Ende der Rechtsfähigkeit
Der Mensch verliert seine Rechtsfähigkeit mit dem Tod. Eine gesetzliche Normierung fehlt. Da der Tod nach heutigen medizinischen Erkenntnissen kein punktuelles Ereignis, sondern ein Prozess ist, stellt sich die Frage, wann der rechtlich relevante Todeszeitpunkt anzusetzen ist. Der Mensch ist, den Fortschritten der Medizin folgend tot, wenn ein irreversibler Funktionsverlust des Gehirns eingetreten ist und Gehirnkurven nicht mehr aufgezeichnet werden können. Zum Zeitpunkt des Inkrafttretens des BGB wurde noch auf den Stillstand von Kreislauf und Atmung abgestellt. Hilfestellung bietet das Transplantationsgesetz (TPG) mit zwei Todesmöglichkeiten, die feste Kriterien zur Bestimmung des Todeszeitpunkts und damit auch zur Festlegung des Endes der Rechtsfähigkeit enthalten. Primär ist dies der Hirntod und sekundär der Herztod.
Das postmortale Persönlichkeitsrecht wirkt über den Tod des Menschen hinaus, weshalb insoweit Rechtsfähigkeit fortbesteht.  Das Bundesverfassungsgericht leitet dies aus Art. 1 GG ab.

## Internationale Regelungen
In Österreich ist die Rechtsfähigkeit natürlicher Personen ähnlich geregelt, nämlich in § 18 ABGB, hinsichtlich des Nasciturus in § 22 ABGB und § 23 ABGB. 
Die Rechtsfähigkeit natürlicher Personen in der Schweiz ist in Art. 31 ZGB, die des Nasciturus in Art. 544 ZGB definiert.